# 김진만 (1968년)
김진만은 MBC 드라마본부의 프로듀서이다.

## 프로필
- 본명 : 김진만
- 출생 : 1968년 8월 12일
- 출생지 :서울특별시
- 학력 : 서울대학교 경제학과 학사
- 소속그룹 : MBC 드라마본부 PD
- 데뷔작 : MBC 베스트극장 《내 약혼녀 이야기》
- 수상 경력 : 2005년 제41회 백상예술대상 신인 연출상 《아일랜드》

## 작품 활동

### 텔레비전 드라마
| 연도            | 제목                                                       | 역할 | 작가           | 참고   |
| --------------- | ---------------------------------------------------------- | ---- | -------------- | ------ |
| 2001년          | MBC 베스트극장 《내 약혼녀 이야기》                        | 연출 | 정유경         | 데뷔작 |
| 2001년          | MBC 베스트극장 《집으로 가는 길》                          | 연출 | 오경희         |        |
| 2001년          | MBC 베스트극장 《사랑이 하고 싶다》                        | 연출 | 손은혜, 오경희 |        |
| 2002년          | MBC 베스트극장 《아내는 지금 서울에 있습니다》             | 연출 | 오경희         |        |
| 2002년          | MBC 베스트극장 《연인들의 점심식사》                       | 연출 | 황성연         |        |
| 2002년          | MBC 베스트극장 《심심풀이 로맨스》                         | 연출 | 손은혜         |        |
| 2003년          | MBC 수목미니시리즈 《위풍당당 그녀》                       | 연출 | 배유미         |        |
| 2004년          | MBC 수목미니시리즈 《아일랜드》                            | 연출 | 인정옥         |        |
| 2006년          | MBC 주말연속극 《진짜 진짜 좋아해》                        | 연출 | 배유미         |        |
| 2008년 ~ 2009년 | MBC 창사47주년 특별기획드라마 《에덴의 동쪽》              | 연출 | 나연숙         |        |
| 2013년          | MBC 주말특별기획 《스캔들: 매우 충격적이고 부도덕한 사건》 | 연출 | 배유미         |        |
| 2015년          | MBC 수목미니시리즈 《킬미, 힐미》                          | 연출 | 진수완         |        |
| 2017년          | MBC 월화특별기획 《역적 : 백성을 훔친 도적》               | 연출 | 황진영         |        |

## 김진만 사단
- 신은정
- 안내상
- 황정음
- 지성
- 정호근
- 정소영
- 김성겸